# Ди-лито
Ди-лито — это способ прямой плоской печати, при котором изображение с печатной формы, изготовленной на алюминиевой основе, передаётся непосредственно на запечатываемый материал без промежуточного звена. Термин образован из двух английских слов - direct lithography (прямая литография).
Способ ди-лито требует применения специальных, более вязких красок. Хотя печатная форма изнашивается быстрее, так как находится в постоянном контакте с химически и механически агрессивной бумагой в присутствии увлажняющего раствора, а также постоянно шлифуется абразивным слоем бумаги, качество печати выше, чем при офсетной печати. Дополнительная передача изображения с печатной формы на офсетное полотно, а потом на бумагу приводит к дополнительным искажениям элементов изображения и уменьшает количество печатной краски, которое переходит на бумагу. Отсюда меньшая насыщенность офсетного оттиска по сравнению с оттиском ди-лито.
Плоская печать в полиграфии — способ печати, использующий формы, на которых печатающие и пробельные элементы расположены в одной плоскости и различаются лишь физико-химическими свойствами.